# Estrella Alfon
Estrella Alfon (Cebu City, 27 mei 1917 - Manilla, 28 december 1983) was een Filipijns schrijfster. Ze schreef Engelstalige toneelstukken en korte verhalen.

## Biografie
Alfon werd geboren op 27 mei 1917 in Cebu City. Ze studeerde aan de University of the Philippines. In haar tweede jaar stopte ze met haar studie, toen bij haar - naar later bleek ten onrecht - tuberculose werd geconstateerd. Daarna concentreerde ze zich op haar schrijfwerk. Ze schreef toneelstukken en korte verhalen in het Engels en was de enige vrouwelijke lid van de Veronicans, een organisatie van Filipijnse schrijvers in de Engelse taal voor de Tweede Wereldoorlog. Haar eerste verhaal 'Grey Confetti' werd in 1935 gepubliceerd in Graphic Magazine. In 1940 won Alfon met een collectie van korte verhalen de Commonwealth Literary Contest. Na de Tweede Wereldoorlog werkte ze naast haar schrijfwerk als verslaggever, columnist en redacteur bij diverse kranten en tijdschriften, waaronder Sunday Times magazine. In de jaren 70 was ze lid van het Philippine Board of Tourism. Ze was succesvol als toneelschrijver. Met haar toneelstukken 'Rice, Losers, Keepers', 'The Stranglers' en 'The Beggars' won ze diverse prijzen bij de Arena Theatre Playwriting Contest in 1961. De eenakter 'With Patches of Many Hues' won het jaar erop de eerste prijs bij de Palanca Awards. In 1974 won ze met 'The White Dress' een tweede prijs bij dezelfde literaire wedstrijd.
Alfon overleed op 66-jarige leeftijd nadat ze op het podium van het Filmfestival van Manilla een hartaanval had gekregen.